# 미국의 화염방사기 규제

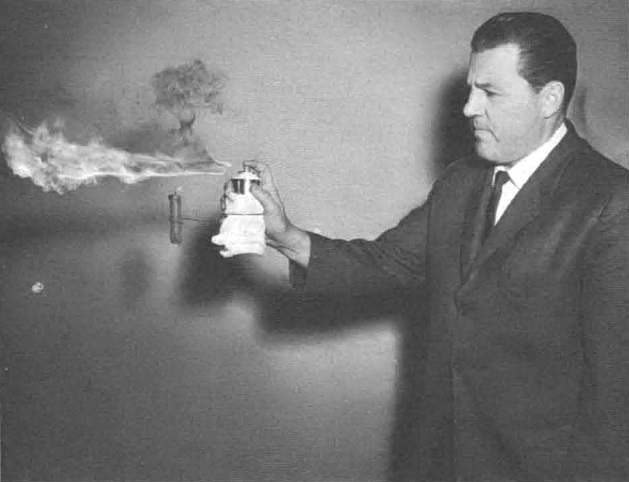
1964년, FBI 올리버 R. 베일리 경위가 급조 스프레이 캔 화염방사기를 시연하고 있다.

미합중국에서는 화염방사기가 개인적 소유와 사용이 폭넓게 합법으로 인정된다. 캘리포니아는 화염방사기 소유에 대한 허가를 필요로 하며 오직 메릴랜드에서만 소유와 사용을 완전 금지하였다. 전미화기법에서는 화염방사기를 무기로 규정하고 있지 않기 때문에 이에 관련된 연방법은 존재하지 않는다. 미국은 특정재래식무기금지협약에 조인한 바 있지만 화염방사기의 군사적 사용을 금하는 제3 의정서는 민간에서의 사용에는 적용되지 않는다.
2015년 들어 여러 회사들이 민간인들에게 화염방사기를 판매하기 시작하자 이에 대한 규제에 대해 관심이 증가했으며 2022년에는 연방과 주 차원 양쪽에서 규제를 신설하려 했지만 실패하였다. 규제찬성론자들은 민간 차원의 화염방사기 사용의 잠재적 위험성을 부각하였으며 반면에 반대론자들은 정당한 사용 사례를 발굴해내고 미국 내의 화염방사기 사고가 거의 전무하다는 점을 지적하였다.

## 민간에서의 화염방사기 사용 역사

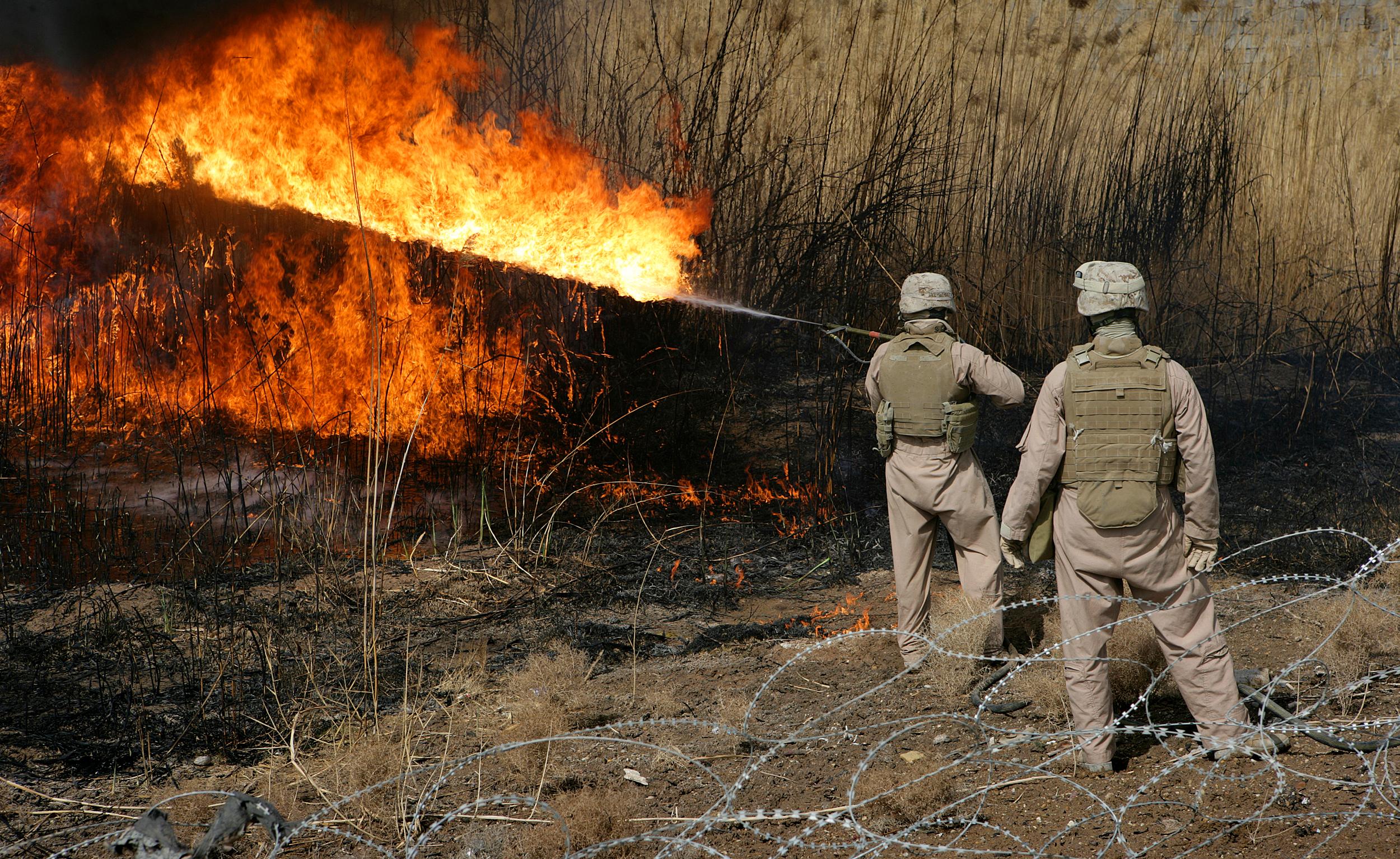
2008년 이라크 팔루자에서 미국 해병대가 보여준 바와 같이 화염방사기는 덤불 제거에 활용될 수 있다. 국제 협약은 미국이 전투 중 화염방사기 사용을 금지하고 있다.

2015년까지, 미국에서 민간에 상용화된 화염방사기는 대체적으로 전무했으며 제2차 세계대전 당시의 M1, M2 화염방사기 골동품만이 유일하게 판매되었다. 클리블랜드에서 기반한 스로플레임(Throwflame)사와 (XMatter로 알려졌었던) 디트로이트에서 설립된 아이언 프로덕션 팀(Ion Production Team)사, 2개의 스타트업 기업이 2015년에 들어서 민간 차원에서의 사용을 목표로 하는 화염방사기를 생산 및 판매하기 시작했다. 대부분의 구매자들이 재미를 위해 구입하였기는 했으나 덤불 불태우기나 맞불 놓기, 눈과 얼음 녹이기 등 진정 실용성 있는 민간 차원에서의 사용례를 발견하게 되었다. Throwflame의 설립자 중 하나가 2015년에 보고하기를, '수요층 중 70 퍼센트는 화염방사기를 농업용으로 사용하는 농부들이라고 보고했으며' Ion Productions Team는 자사의 화염방사기는 개인 방위용 사용을 의도하지도, 이를 목적으로 마케팅하지도 않았다고 발언하였다.
미국 소비자 제품 안전 위원회는 2018년 화염방사기를 안전히 사용하기 위한 가이드를 발행하였다. 가이드 제작자 Joseph Galbo는 동년에 있었던 더 강력한 민간용 화염방사기 출시에 잇따라 "본 위원회가 화염방사기와 관련된 부상을 보고받은 바 없으나, 대중에게 안전을 위한 조언을 하는 것이 신중한 처사일 것"이라고 발언하였다. 같은 해에 더 보링 컴퍼니는 2015년 타사에서 출시한 두 가지 제품보다 약한 Not-A-Flamethrower(비-화염방사기)라는 화염방사기를 출시하였다. 이 제품은 로스앤젤레스 타임스가 Throwflame 사와 Ion Productions Team 사 모두의 2018년 증가한 화염방사기 매출 증가에 대한 기사를 작성한 바 있는 양 사가 개발한 더 강력한 화염방사기에 대한 관심 증가를 가져왔다.
Not-A-Flamethrower는 미국과 캐나다에서 치안기관이 불법 약물, 무기 압류 중 같이 압류된 사례가 존재한다. 제품 설명서의 묘사를 기반으로 제작된 급조 화염방사기들도, 극우 극단주의자들에게서 미 정부가 압류한 사례들도 있다.

## 기존 규정

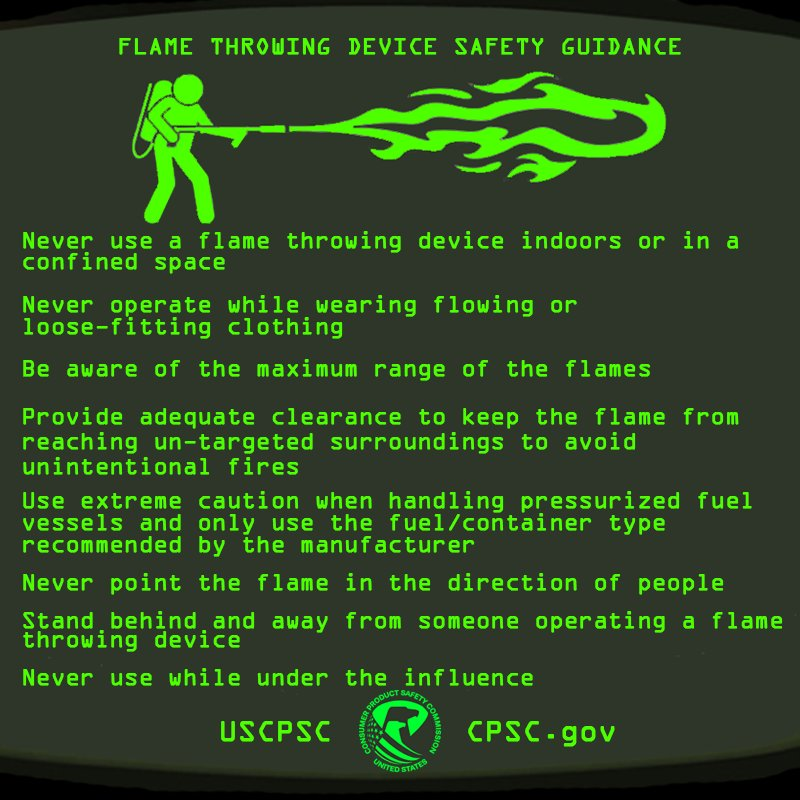
2018년 미국 소비자 제품 안전 위원회에서 간행한 민간에서의 화염방사기 사용 관련 안전수칙

1983년 미국은 화염방사기를 포함한 방화용 무기의 군사적 사용을 부분적으로 제한하는 국제 조약인 특정재래식무기금지협약에 가입하였다. 그러나 이 조약은 군사적 활용 외의 화염방사기 사용은 규제하지 않는다.

미국 내 화염방사기 소유의 적법성
합법
허가 시 합법
불법

메릴랜드는 화염방사기를 완전히 금지하는 유일한 주로서 이 주에서 소유 및 (또는) 사용하는 것은 미화 25만 달러의 벌금이나 25년 이상의 징역형으로 처벌 가능한 범죄이다. 캘리포니아에서도 엄격히 제한하고 있으나 영화, TV 방송 제작 및 녹화와 같은 제한적 상황에 한해서는 허가를 받을 수 있다. 캘리포니아는 '10피트 이상의 거리를 불타는 연료나 가연성 액체를 방출하거나 발사하도록 설계된 비정상적이고 운반 가능한 장치'를 소방경의 허가 없이 금지하고 있는데 이 정의에 따르면 더 보링 컴퍼니의 제품은 거리 제한을 초과하지 않거나 가연성 액체를 방출하지 않기 때문에 제외된다. 다른 48개 주와 컬럼비아 특별구에서는 주나 연방 차원에서 사용이나 소지에 대한 규제가 없지만 일부 지방자치단체는 이를 규제하고 있다.
미 주류·담배·화기 및 폭발물 단속국 (ATF)은 전미화기법이 화염방사기를 포함하지 않기 때문에 무기로 분류하지 않고 있으며 이를 규제하는 것은 권한 밖이라고 주장하고 있다. 다만 당시 국가 수도 지역 수석 공원 관리자인 윌리엄 레이놀즈에 따르면 국립공원에서 화염방사기를 사용하거나 공공연히 내보이는 것은 불허되며 미합중국 법률상 '불안 조성죄' (Causing Unrest)로 처벌받을 수 있다.

## 주와 연방 차원에서의 입법 시도
2015년 엘리엇 엥겔 하원의원은 114차 미합중국 의회에서 오랫동안 민간인들에게 불법이었던 기관총과 동일하게 화염방사기를 규제하기 위해 '화염방사기를? 정말로?'라는 법안을 발의하였다. 이 법안은 범죄, 테러리즘, 국토안보 및 조사 소위원회에 회부되었지만 추가 조치는 취해지지 않았다. 모순적이게도 화염방사기 금지 가능성은 오히려 그 합법성에 대한 인식을 높였고 동년 Ion Productions Team의 CEO는 아르스 테크니카와의 인터뷰에서 "경찰, 소방관, 고객 및 이해당사자들로부터 화염방사기를 합법으로 유지하는 것에 대해 많은 지지를 받고 있다."라고 밝혔다. 결국 법안은 114차 의회 내 위원회에서 폐기되었다.
엥겔 하원의원은 116차 미합중국 의회에서 이 법안을 다시 발의했으나 당시 ATF의 전직 직원은 화염방사기가 연방 규제를 받기 위해서는 먼저 의회가 화기의 정의부터 법정으로 재정의해야 함을 지적했다. 도널드 트럼프 대통령 재임 기간 동안 총기 법률을 개정하는 것은 불가능한 일로 여겨졌기 때문에, 화염방사기를 규제하는 법안이 전국인 법이 될 가능성은 전혀 없었다.
2019년 뉴욕주 상원의원 존 브룩스는 화염방사기의 '농업, 건설 또는 역사적 수집 목적'으로의 사용은 예외로 하되 오락적 사용은 범죄로 규정하는 법안을 주 상원에 발의했다. 2022년 3월 기준, 이 법안은 상임 위원회에 계류 중이며 진행은 지연 중인 듯 하다.
캘리포니아주에서는 의원 미구엘 산티아고가 더 보링 컴퍼니가 생산하는 화염방사기를 금지하는 법안을 도입하는 것에 대해 "이 도구의 판매로 인해 공익이 생길 가능성은 전혀 없다."며 지지를 표명했다. 그는 자신의 의사를 실행에 옮겨 2017~2018년 캘리포니아 입법 회기에서 AB-1949 폭발물: 화염방사기 장치 법안을 발의하였는데 이 법안은 최소 2피트 길이의 불꽃을 방출하는 장치에 대한 규제를 확장하도록 캘리포니아의 기존 법률을 수정하는 내용을 담고 있었으나 위원회에서 보류되어 결국 제정되지는 못했다.
일부 지방자치단체들도 화염방사기를 규제 또는 금지하려 하였는데, 워런에서도 시장의 명령에 따라 2015년 시 의회가 화염방사기 규제를 고려해 보았으나 관련된 실제 민원이 없다는 이유로 받아들여지지 않았다.

### 내용주
1. ↑  대한민국 형법에는 동일한 죄목 자체가 없어 직역하였다.